# Индивидуална педагогија
Индивидуална педагогија је педагошки правац и покрет који се залаже за природан и слободан развој сваког појединца. Истиче се да треба поћи од индивидуе и њених природних моћи, а затим сваком треба обезбедити индивидуалан развој.

## Историјат
Индивидуална педагогија је настала у Немачкој крајем 19. века. Трајала је неједнаким интензитетом током 20. века. У другој половини 19. века доминирала је хербартијанска педагогија која подразумева постојање заједничких и општих циљева, као и прописане истоветне наставне планове и програме за све ученике. Поред тога, у школи је доминирао фронтални облик наставног рада, наставник је био неприкосновени ауторитет, а појединац није уважаван. У то време се развијала социјална педагогија, када јачањем државе, појединац није био слободан. Као протест се јавила индивидуална педагогија. 
У конципирању индивидуалне педагогије је утицао све бржи развој психологије, посебно развојне, али и педагошке. У оквиру индивидуалне педагогије се сусрећу натуралистичка схватања Ж.Ж.Русоа, који је и зачетник овог правца. Он је истицао важност слободног развоја и природности у васпитању. С обзиром на то, у индивидуалној педагогији је доминантно натуралистичко-еволуционистичко становиште. У првом плану је дечја природа.

## Представници
Најпознатији немачки представници индивидуалне педагогије су Б. Ото, Х. Шарелман, Л. Гурлит, Х. Гаудиг. Поред њих допринос развоју индивидуалне педагогије су дали и Жан Жак Русо, Елен Каролина Софија Кеј и Лав Николајевич Толстој. 
Заступници индивидуалне педагогије критикују традиционалну школу и сматрају да је свако дете индивидуа за себе, тако да се разликује од осталих. Те разлике се огледају у природи детета, по биолошким способностима, по темпу развоја, по интересовањима, мотивима и слично.  Индивидуална педагогија заступа становиште да је потребно напустити стандардизацију и фронтални облик рада, а да треба поћи од индивидуе и њених разлика. У настави је потребно применити што већи број различитих метода у односу на потребе сваког детета.